# Procambarus fallax
Espèce
Synonymes
- Cambarus fallax Hagen, 1870[2] [3]
- Procambarus (Ortmannicus) fallax (Hagen, 1870)[2]

Statut de conservation UICN

 LC  : Préoccupation mineure
Procambarus fallax est une espèce d'écrevisses du genre Procambarus. Elle vit, aux États-Unis, dans les affluents de la rivière Satilla en Géorgie et en Floride. Une mutation en aquarium est probablement à l'origine de Procambarus virginalis, espèce apparue en Allemagne dans les années 1990.